# Saison 2 de Dear White People
Chronologie
Saison 1 : Volume 1
Dear White People: Volume 2 est la deuxième saison de la série télévisée Dear White People.
Cet article présente le guide des épisodes de cette deuxième saison.

## Généralités
- L'intégralité de la saison a été mise en ligne le 4 mai 2018 sur le service Netflix.

## Distribution

### Acteurs principaux
- Logan Browning (VF : Fily Keita) : Samantha « Sam » White
- Brandon P. Bell (en) (VF : Mike Fédée) : Troy Fairbanks
- DeRon Horton (VF : Simon Koukissa) : Lionel Higgins
- Antoinette Robertson (VF : Caroline Pascal) : Colandrea « Coco » Conners
- John Patrick Amedori (VF : Juan Llorca) : Gabe Mitchell
- Marque Richardson (en) (VF : Diouc Koma) : Reggie Green
- Ashley Blaine Featherson (VF : Virginie Emane) : Joelle Brooks
- Giancarlo Esposito (VF : Nicolas Justamon) : le narrateur

### Acteurs récurrents
- Obba Babatundé (VF : Thierry Desroses) : le doyen Fairbanks
- Nia Jervier (VF : Virginie Hénocq) : Kelsey Phillips
- DJ Blickenstaff (VF : David Dos Santos) : Silvio
- Jemar Michael (VF : Olivier Dote-Doevi) : Al
- Jeremy Tardy (VF : Mohad Sanou) : Rashid Bakr
- Caitlin Carver (VF : Céline Rotard) : Muffy Tuttle
- Wyatt Nash (en) (VF : Franck Lorrain) : Kurt Fletcher
- Courtney Sauls (VF : Marie Bouvier) : Brooke
- Rudy Martinez (VF : Antoine Michaelis) : Wesley Alvarez
- Lena Waithe : P. Ninny

### Invités spéciaux
- Tyler James Williams (VF : Guillaume Desmarchelier) : Carson (saison 2, 2 épisodes)
- Tessa Thompson (VF : Constance Syl) : Rikki Carter (saison 2, 2 épisodes)
- Wendy Raquel Robinson (en) : Tina White (saison 2, épisode 9)

## Épisodes

### Épisode 1:Chapitre I
- : 4 mai 2018 sur Netflix

### Épisode 2:Chapitre II
- : 4 mai 2018 sur Netflix

### Épisode 3:Chapitre III
- : 4 mai 2018 sur Netflix

### Épisode 4:Chapitre IV
- : 4 mai 2018 sur Netflix

- Tyler James Williams (VF : Guillaume Desmarchelier) : Carson

### Épisode 5:Chapitre V
- : 4 mai 2018 sur Netflix

- Tessa Thompson (VF : Constance Syl) : Rikki Carter
- Tyler James Williams (VF : Guillaume Desmarchelier) : Carson

### Épisode 6:Chapitre VI
- : 4 mai 2018 sur Netflix

### Épisode 7:Chapitre VII
- : 4 mai 2018 sur Netflix

### Épisode 8:Chapitre VIII
- : 4 mai 2018 sur Netflix

### Épisode 9:Chapitre IX
- : 4 mai 2018 sur Netflix

- Wendy Raquel Robinson (en) : Tina White

### Épisode 10:Chapitre X
- : 4 mai 2018 sur Netflix

- Tessa Thompson (VF : Constance Syl) : Rikki Carter